# Tour de l'Ain 2016
La 28.ª edición del Tour de l'Ain se celebró en Francia entre el 10 y el 12 de agosto de 2016 con inicio en la comuna de Montrevel-en-Bresse y final en la comuna de Belley en el departamento de Ain. El recorrido consistió de un total de 4 etapas sobre una distancia total de 596,4 km.
La prueba hizo parte del UCI Europe Tour 2016 dentro de la categoría 2.1 y fue ganada por el ciclista neerlandés Sam Oomen del equipo Giant-Alpecin. El podio lo completaron el ciclista belga Bart De Clercq del equipo Lotto-Soudal y el ciclista francés Pierre Latour del equipo AG2R La Mondiale.

## Equipos participantes
Tomaron parte en la carrera 21 equipos, de los cuales 8 fueron de categoría UCI WorldTeam, 7 de categoría Profesional Continental, 4 de categoría Continental y 2 selecciones nacionales, quienes conformaron un pelotón de 126 ciclistas de los que terminaron 111. Los equipos participantes fueron:
| WorldTeams (8)- AG2R La Mondiale - Etixx-Quick Step - FDJ - IAM Cycling - Lotto-Soudal - Movistar Team - Giant-Alpecin - Lotto NL-Jumbo Equipos continentales profesionales (7)- Bora-Argon 18 - Cofidis, Solutions Crédits - Delko-Marseille Provence-KTM - Direct Énergie - Fortuneo-Vital Concept - Stölting Service Group - Wanty-Groupe Gobert Equipos continentales (4)- Armée de terre - HP BTP-Auber 93 - Rabobank Development - Roubaix Métropole européenne de Lille Equipos nacionales (2)- Francia - Suiza |
| |

## Recorrido
El Tour de l'Ain dispuso de 4 etapas sobre una distancia, un recorrido total de 596,4 km.
| Etapa     | Fecha     | Recorrido                                       | type                   | Distancia (km) | Ganador            | Líder          |
| --------- | --------- | ----------------------------------------------- | ---------------------- | -------------- | ------------------ | -------------- |
| 1.ª etapa | 10 de ago | La Plaine Tonique – Saint-Vulbas                | etapa llana            | 149,6          | Matteo Trentin     | Matteo Trentin |
| 2.ª etapa | 11 de ago | Saint-Didier-sur-Chalaronne – Montréal-la-Cluse | etapa llana            | 173,2          | Tosh Van der Sande | Matteo Trentin |
| 3.ª etapa | 12 de ago | Nantua – Lélex                                  | etapa de media montaña | 141,4          | Sam Oomen          | Sam Oomen      |
| 4.ª etapa | 13 de ago | Lagnieu – Belley                                | etapa de media montaña | 132,2          | Alexandre Geniez   | Sam Oomen      |

## Clasificaciones finales
Las clasificaciones finalizaron de la siguiente forma:

### Clasificación general
| \| Clasificación general \| Clasificación general \| Clasificación general \| Clasificación general \| Clasificación general \| \| Ciclista \| Ciclista \| Equipo \| Tiempo \| \| \| --------------------- \| --------------------- \| --------------------- \| --------------------- \| --------------------- \| \| 1.º \| Sam Oomen \| Giant-Alpecin \| 14 h 49 min 49 s \| \| \| 2.º \| Bart De Clercq \| Lotto-Soudal \| + 1 s \| \| \| 3.º \| Pierre Latour \| AG2R La Mondiale \| + 1 s \| \| \| 4.º \| Guillaume Martin \| Wanty-Groupe Gobert \| + 11 s \| \| \| 5.º \| David Gaudu \| Francia sub-23 \| + 11 s \| \| \| 6.º \| Alexandre Geniez \| FDJ \| + 33 s \| \| \| 7.º \| Kilian Frankiny \| Suiza sub-23 \| + 45 s \| \| \| 8.º \| Marcel Wyss \| IAM Cycling \| + 50 s \| \| \| 9.º \| Maxime Monfort \| Lotto-Soudal \| + 52 s \| \| \| 10.º \| Antonio Pedrero \| Movistar Team \| + 52 s \| \| |                  |                     |                  |
| |                  |                     |                  |
| Fuentes: ProCyclingStats Cycling Quotient Cycling Archives |                  |                     |                  |
| Clasificación general |                  |                     |                  |
| Ciclista | Ciclista         | Equipo              | Tiempo           |
| 1.º | Sam Oomen        | Giant-Alpecin       | 14 h 49 min 49 s |
| 2.º | Bart De Clercq   | Lotto-Soudal        | + 1 s            |
| 3.º | Pierre Latour    | AG2R La Mondiale    | + 1 s            |
| 4.º | Guillaume Martin | Wanty-Groupe Gobert | + 11 s           |
| 5.º | David Gaudu      | Francia sub-23      | + 11 s           |
| 6.º | Alexandre Geniez | FDJ                 | + 33 s           |
| 7.º | Kilian Frankiny  | Suiza sub-23        | + 45 s           |
| 8.º | Marcel Wyss      | IAM Cycling         | + 50 s           |
| 9.º | Maxime Monfort   | Lotto-Soudal        | + 52 s           |
| 10.º | Antonio Pedrero  | Movistar Team       | + 52 s           |

### Clasificación por puntos
| Clasificación por puntos | Clasificación por puntos | Clasificación por puntos   | Clasificación por puntos | Clasificación por puntos |
| Ciclista                 | Ciclista                 | Equipo                     | Puntos                   |                          |
| ------------------------ | ------------------------ | -------------------------- | ------------------------ | ------------------------ |
| 1.º                      | Matteo Trentin           | Etixx-Quick Step           | 44 pts                   |                          |
| 2.º                      | Alexandre Geniez         | FDJ                        | 40 pts                   |                          |
| 3.º                      | Bart De Clercq           | Lotto-Soudal               | 36 pts                   |                          |
| 4.º                      | Pierre Latour            | AG2R La Mondiale           | 36 pts                   |                          |
| 5.º                      | Sam Oomen                | Giant-Alpecin              | 35 pts                   |                          |
| 6.º                      | Guillaume Martin         | Wanty-Groupe Gobert        | 26 pts                   |                          |
| 7.º                      | Samuel Dumoulin          | AG2R La Mondiale           | 24 pts                   |                          |
| 8.º                      | Romain Hardy             | Cofidis, Solutions Crédits | 23 pts                   |                          |
| 9.º                      | Kévin Réza               | FDJ                        | 22 pts                   |                          |
| 10.º                     | David Gaudu              | Francia sub-23             | 20 pts                   |                          |

### Clasificación de la montaña
| Clasificación de la montaña | Clasificación de la montaña | Clasificación de la montaña  | Clasificación de la montaña | Clasificación de la montaña |
| Ciclista                    | Ciclista                    | Equipo                       | Puntos                      |                             |
| --------------------------- | --------------------------- | ---------------------------- | --------------------------- | --------------------------- |
| 1.º                         | Bart De Clercq              | Lotto-Soudal                 | 36 pts                      |                             |
| 2.º                         | Romain Combaud              | Delko-Marseille Provence-KTM | 26 pts                      |                             |
| 3.º                         | Stéphane Rossetto           | Cofidis, Solutions Crédits   | 20 pts                      |                             |
| 4.º                         | Rémy Di Gregorio            | Delko-Marseille Provence-KTM | 20 pts                      |                             |
| 5.º                         | David Gaudu                 | Francia sub-23               | 16 pts                      |                             |
| 6.º                         | Brice Feillu                | Fortuneo-Vital Concept       | 14 pts                      |                             |
| 7.º                         | Perrig Quéméneur            | Direct Énergie               | 14 pts                      |                             |
| 8.º                         | Pierre Latour               | AG2R La Mondiale             | 13 pts                      |                             |
| 9.º                         | Louis Vervaeke              | Lotto-Soudal                 | 13 pts                      |                             |
| 10.º                        | Jean-Christophe Péraud      | AG2R La Mondiale             | 13 pts                      |                             |

### Clasificación por equipos
| Clasificación por equipos | Clasificación por equipos  | Clasificación por equipos | Clasificación por equipos |
| Equipo                    | Equipo                     | Tiempo                    |                           |
| ------------------------- | -------------------------- | ------------------------- | ------------------------- |
| 1.º                       | Cofidis, Solutions Crédits | 44 h 42 min 53 s          |                           |
| 2.º                       | Francia                    | + 37 s                    |                           |
| 3.º                       | IAM Cycling                | + 1 min 19 s              |                           |
| 4.º                       | Wanty-Groupe Gobert        | + 4 min 09 s              |                           |
| 5.º                       | Lotto-Soudal               | + 4 min 36 s              |                           |
| 6.º                       | Movistar Team              | + 22 min 59 s             |                           |
| 7.º                       | HP BTP-Auber 93            | + 25 min 25 s             |                           |
| 8.º                       | Lotto NL-Jumbo             | + 25 min 30 s             |                           |
| 9.º                       | AG2R La Mondiale           | + 28 min 03 s             |                           |
| 10.º                      | Suiza                      | + 29 min 57 s             |                           |